# دوباره بخون
دوباره بخون (انگلیسی: Sing Again; کره‌ای: 싱어게인 - 무명가수전) یک برنامه تلویزیونی ریلتی شو رقابت خوانندگی کره جنوبی است. فصل اول از ۱۶ نوامبر ۲۰۲۰، دوشنبه‌ها ساعت ۲۲:۳۰ (کی‌اس‌تی) از جی‌تی‌بی‌سی برای ۱۲ قسمت پخش شد. فصل دوم از ۶ دسامبر ۲۰۲۱، دوشنبه‌ها برای ۱۲ قسمت پخش شد. فصل سوم از ۲۶ اکتبر ۲۰۲۳، پنجشنبه‌ها برای ۱۰ قسمت پخش شد. مجری‌گری این برنامه برعهده لی سونگ گی است.

## مرور کلی مجموعه
| فصل | قسمت‌ها | قسمت‌ها | تاریخ اصلی روی آنتن رفتن | تاریخ اصلی روی آنتن رفتن | زمان پخش (کی‌اس‌تی)  | میانگین آمار بینندگان (هزار) |
| فصل | قسمت‌ها | قسمت‌ها | اولین بار                | آخرین بار                | زمان پخش (کی‌اس‌تی)  | میانگین آمار بینندگان (هزار) |
| --- | ------ | ------ | ------------------------ | ------------------------ | ------------------ | ---------------------------- |
| ۱   | ۱۲     | ۱      | ۱۶ نوامبر ۲۰۲۰           | ۸ فوریه ۲۰۲۱             | دوشنبه ساعت ۲۲:۳۰  | N/A                          |
| ۱   | ۱۲     | ویژه   | ۱۵ فوریه ۲۰۲۱            | ۱۵ فوریه ۲۰۲۱            | دوشنبه ساعت ۲۲:۳۰  | N/A                          |
| ۲   | ۱۲     | ۱۲     | ۶ دسامبر ۲۰۲۱            | ۲۸ فوریه ۲۰۲۲            | دوشنبه ساعت ۲۱:۰۰  | N/A                          |
| ۳   | ۱۰     | ۱۰     | ۲۶ اکتبر ۲۰۲۳            | TBA                      | پنجشنبه ساعت ۲۲:۰۰ | N/A                          |

## اسپین‌آف

### خواننده مشهور
خواننده مشهور (انگلیسی: Famous Singer; کره‌ای: 유명가수전) اسپین‌آف برنامه دوباره بخون است که از ۲ آوریل تا ۲۲ ژوئن ۲۰۲۲ برای ۱۲ قسمت پخش شد و در آن نفر اول تا سوم فصل اول برنامه دوباره بخون حضور داشتند.